# Can Coll (Lliçà de Vall)
Can Coll es una casa fuerte de 3.340 m², edificada a una parcela de 20.000 m² del municipio de LLlissá de Vall. Sus orígenes están documentados al s.XIV y tiene una torre fortificada datada al s.XVI. Durante muchos años ha sido centre de la agricultura local, teniendo bajo su dominio grandes cultivos y varias masías. En épocas más modernas se explotó como restaurante, hasta que finalmente en 2017 fue adquirida por el Ayuntamiento de Llissá de Vall para darle uso municipal.
Está inscrita como monumento histórico con la protección de bien cultural de interés nacional (BCIN) de la consejería de Cultura de la Generalidad de Cataluña para la comarca del Vallés Oriental, e incluida en el Registro General de Bienes de Interés Cultural del Ministerio de Cultura y Deportes así como en el Inventario del Patrimonio Arquitectónico de Cataluña.
La finca de Can Coll se puede dividir en varias construcciones y espacios que se tienen que entender y explicar por separado, dado que han sido construidas en diferentes épocas y se los han dado diferentes usos a lo largo del tiempo. Así, dividiremos la finca en: Casa, torre, capilla, construcciones auxiliares, jardín, tierras de cultivo y bosque.

## Casa
La edificación principal de 2840 m² era una gran casa dedicada a la explotación agrícola que comprendía establos, almacenes y cocinas a la planta baja. Al primer piso, la vivienda noble con numerosas estancias: comedores, dormitorios, alcobas, baños, despensas, sala de juegos, sala de lectura, sala de baile, bodega, etc. Y en la planta superior había graneros y los dormitorios para el sirvientes.
La vivienda está construida con grandes muros de piedra. La planta baja se edificó con vuelta para dar más solidez en el edificio y para evitar que las humedades de los animales ascendieran hacia la primera planta. En esta era donde residían los arrendatarios y donde había partes destinadas a los animales y a los enseres agrícolas. Existían chimeneas en la sala grande y a la cocina, así como tres bebederos por los animales.
La masía tiene dos gran puertas adoveladas y ventanas rectangulares. Una entrada, al principio, era común tanto para los señores como por los masoveros, pero pronto se habilitó otra entrada independiente.
La fachada está orientada hacia el nordeste, cosa poco usual a las masías catalanas. Las cubiertas son a dos vertientes y no hay cumbrera. A una de las fachadas laterales hay un reloj de sol con forma hexagonal.
El tierra de la entrada principal de la casa está ornamentada con piedras de molino llevadas de fuera. Ante la base de la torre hay una plaza que había tenido la función de era donde se batían los cereales.
La planta inferior ha sido un restaurante desde la década de los años 70 hasta el año 2002.

## Torre
Al extremo oriental del conjunto arquitectónico encontramos la gran torre adosada. Al igual que en otros cortijos, tenía funciones de autodefensa y de exhibición del poder con el que se había enriquecido el campesinado. Su construcción era autorizada por los virreis.
De planta cuadrada anexa al cortijo, hecha el 1576, de cuatro pisos de altura y con edificios anejos.  Las ventanas tienen alféizar de poco voladizo. La torre está cubierta con tejado a cuatro vertientes y está coronada por un campanario de espadaña. Tiene adosado un cuerpo rectangular cubierto a doble vertiente, con el cumbrado paralelo a la fachada. Tiene dos grandes puertas adoveladas y cantidad de ventanas rectangulares.
El zócalo de la torre y los enmarcamientos de los ángulos son de grandes sillares.

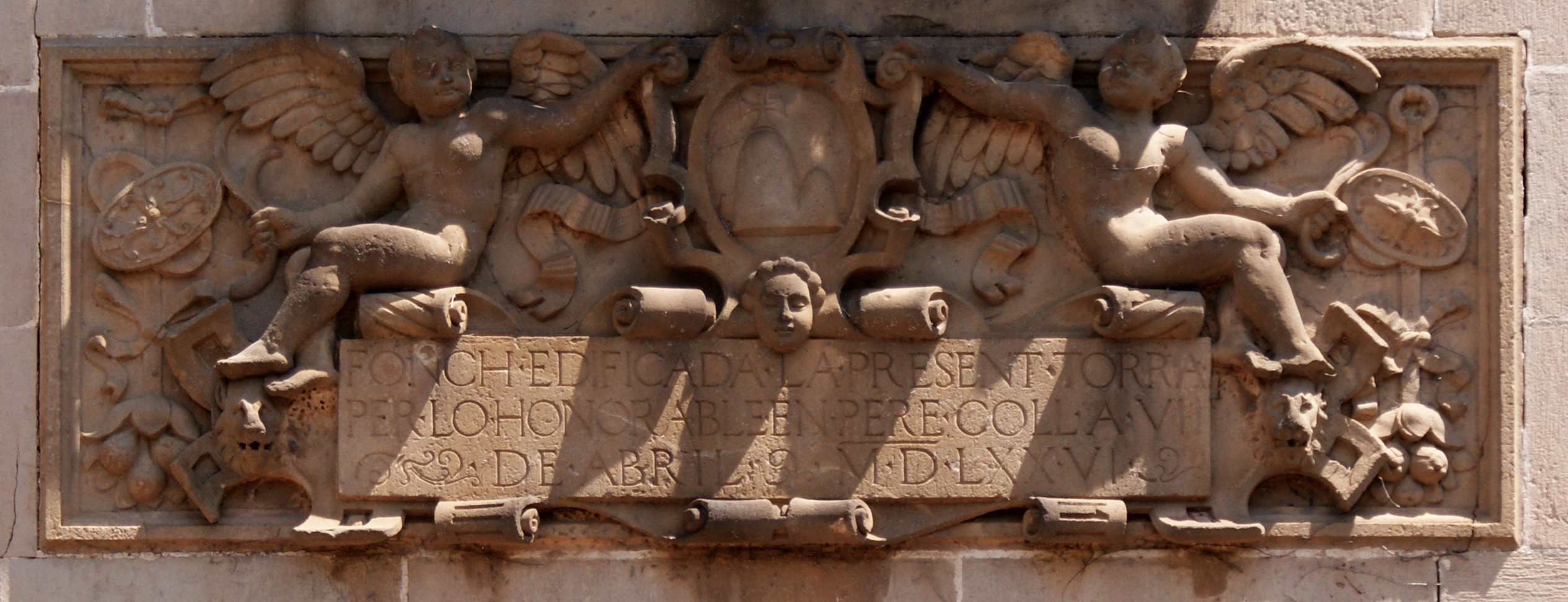
Inscripción de la Torre de Can Coll

Al exterior hay un bajorrelieve con la figura de dos ángeles que sostienen un escudo y a los pies de este otro cabo. Se puede leer la inscripción :
“FONCH.EDIFICADA.LA.PRESENTE.TUESTA.
POR.LO.HONORABLE.EN.PERE.COLL .EL.VII
DE.ABRIL. .M.D.LXX.VI.”
que nos indica la fecha de la construcción (7 de abril de 1576) y quien la mandó hacer: don Pere Coll.

## Capilla de San Juan Baptista
El año 1660 se bendijo la capilla de San Juan, dedicada a San Juan Baptista; y que sustituye una de anterior, del siglo XI. 
Es una capilla pequeña, a la cual no quedan más elementos ni vestigios del culto que se celebró, que un altar de piedra con las letras griegas "α" y "Ω" (alpha y omega) y una cruz de forja con el Cristo mirando hacia el altar y no cabe los feligreses, como se tendría que esperar.

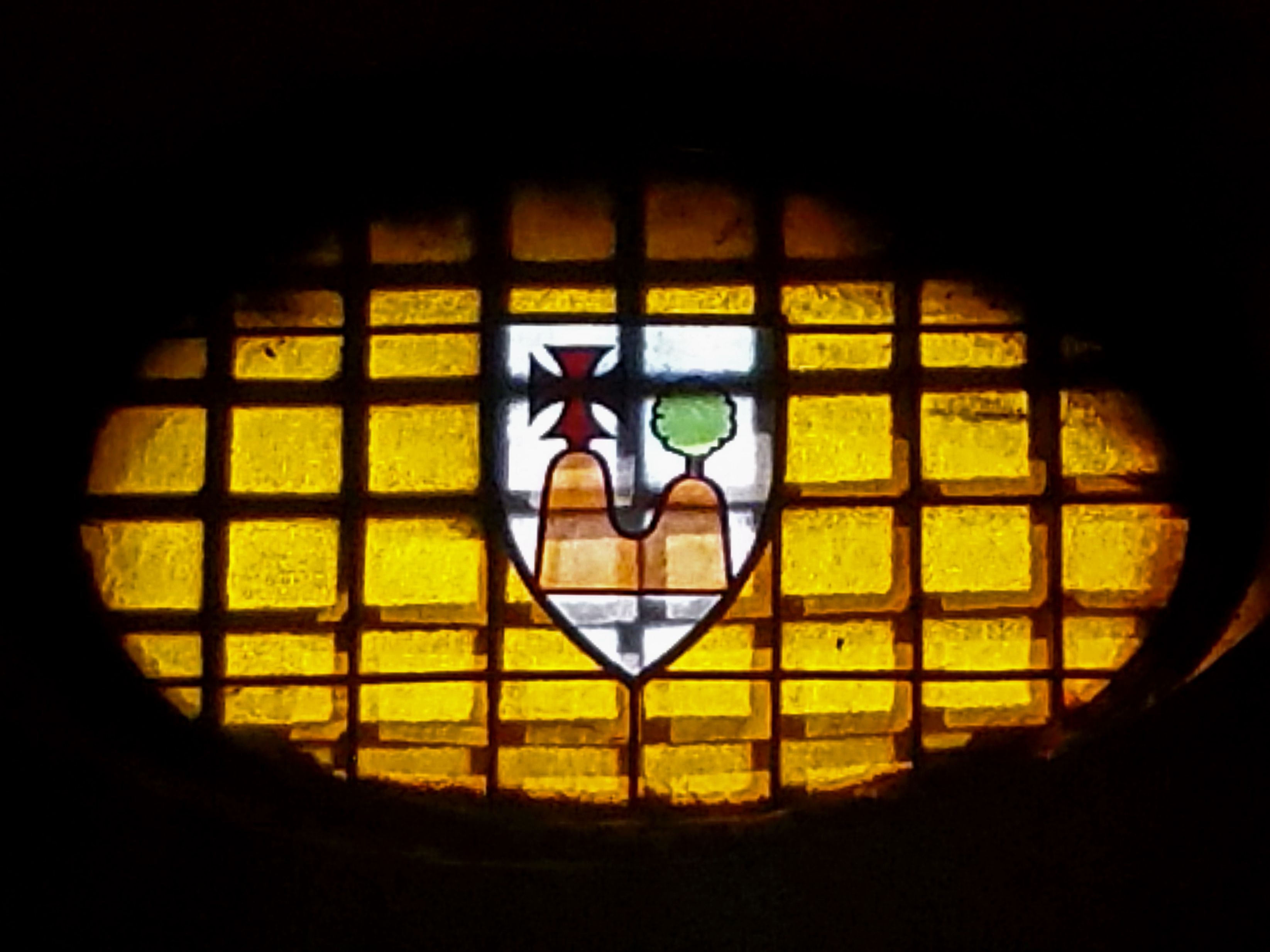
Vidrera de la sala noble de Can Coll.

Durante la época que can Coll fue propiedad de la familia Sancho-Vilardell y probablemente durante el mismo tiempo que Palacio Ferré  hiciera la decoración pictórica, se añadió un nuevo altar de piedra (el actual) que aunque no se ha podido demostrar, se le atribuye a Josep Maria Subirachs.

## Construcciones auxiliares
Además del muro y la gran puerta que cerraban la casa adentro de un recinto fortificado,  han varias construcciones que se usaron por diferentes tareas relacionadas con los animales y los trabajos del campo.
Delante de la torre encontramos una pequeña construcción que antiguamente fue una cochera donde se cerraba la tartana.
Si nos encaramos hacia el pórtico del muro y a nuestra derecha, bajo el conjunto cerámico hecho por en Gibernau con una representación de San Juan Baptista, tenemos que apartar las enfiladisses para #ver una antigua aspillera. Un pequeño aposento donde también se guardaban las herramientas del campo, permitía vigilar la llegada de indeseables visitas. Este aposento, junto con otras contiguas que fueron cuadros en su tiempo y ahora están habilitadas como lavabos, miran hacia la fachada principal de la casa. Por su parte posterior y dentro del que ahora es el jardín principal, hecho por la familia Sancho, antiguamente había gallinas, cerdos y un huerto.
Al empedrado del jardín todavía se pueden ver señales de las columnas que soportaban la marquesina que en algún tiempo antiguo, época de los últimos Llanza, fue un gimnasio privado.
Otro golpe adentro de los muros y dando la vuelta a la casa,  han algunas edificaciones que correspondían en espacios utilizados para los trabajos propios del campo. O bien se guardaba gra, o bien se tenían animales.
A la otra banda de la casa, detrás de la torre, se construyó hacia los años 70 una vivienda moderna adosada a la casa principal. Se emplazó encima de la antigua bodega que se dejó para guardar unas pocas botas de vino y algunas botellas. El acceso es adentro del salón mediante una pequeña escala.
Detrás de la casa, fuera los muros y escondido por los arbustos, hay un antiguo pozo de hielo, que no ha sido todavía restaurado. Tiene unas dimensiones importantes, con 25 m de diámetro, y en medio ha crecido un almez de gruesas ramas que sobresale para donde en algún tiempo hubo un techo.
La balsa de Can Coll, también conocida como La Balsa del Cáñamo por la actividad que había tenido, estaba situada bajo la carretera de Paredes en Bigues, ante Can Canyet. El año 1923 se acabó el cultivo del cáñamo y lo era y la balsa tuvieron diferentes funciones con el tiempo, como la de piscina (para la balsa). Actualmente la zona es un aparcamiento municipal.
había una mina de agua que empieza y arranca del Tenes en Llissá d'Amunt, al norte de la carretera de Granollers y baja cerca de la cara de poniente de la carretera de Paredes en Bigues. Atraviesa por debajo de la carretera a la altura de Can Paiet y pasa ran el Rentador de las Casetas y va hasta el Molino de en Roura y después al Molino de Bajo.

## Jardín
Podemos hablar de que a Can Coll hay en realidad dos jardines diferenciados:
Por un lado, el jardín principal, el que está hecho donde antes había el corral y la porquera, el cual queda cerrado por una gran puerta de hierro. Contiene una amplia muestra de flora mediterránea. En medio hay un gran patio de arena que puntualmente alberga diferentes actividades municipales y asociativas. Una fuente y un riachuelo con puente para atravesar recorre el espacio de punta a punta y una rocalla albergó una virgen en algún tiempo. Al extremo más alejado de la casa, una pequeña plataforma de obra, a una esquina, hacía de escenario durante los años de restaurante. A su lado se levanta el que era un gran almez gemelo, del cual ya hace años que cayó una de las dos mitades que ahora descansa junto a la base de la otra mitad, que ha sido reforzada con ladrillos y mortero para evitar que también caiga. En general no carecen las sombras de los grandes árboles, ni las llamativas flores de múltiples colores.
A la parte contraria de la casa hay el jardín al cual se accede desde el mismo camino que pasa por ante la torre, o también desde una escala que baja desde la vivienda moderna. Esta parte continuó siendo privada para la familia Sancho incluso durante los más de veinte años que hubo el restaurante a la planta baja de la casa.

## Tierras de cultivo
Actualmente no posee tierras propias de cultivo, puesto que a lo largo de los años, los herederos de la familia Llanza se fueron deshaciendo de ellas. Aun así, se tiene que tener en cuenta que a finales del siglo XIX Can Coll tenía una explotación agrícola de más de 165 ha., siendo en aquel momento la finca más grande del municipio y la sexta de la comarca.
Adentro del conjunto de la finca de Can Coll, y por lo tanto también propiedad de la familia Llanza, había varias de las masías más importantes de Llissá de Vall: Can Canyet, Can Xiol y la Casa Nueva del Pla. Esta última es la única que ya no existe.
Por otra banda, la familia Llanza poseía múltiples propiedades en diferentes localidades, así que gestionaban las fincas mediante administradores y masovers. Así pues, durante muchos años varias alcurnias familiares han sido las responsables de la administración de la finca, habiendo adquirido bastante notoriedad e influencia entre los aldeanos. En repetidas ocasiones a lo largo del último siglo y medio, ha coincidido que el administrador de Can Coll era también el alcalde de Llissá de Vall.
Antiguamente la propiedad de Can Coll llenaba una buena parte del término municipal y el bosque representaba una gran extensión de sus tierras. Se extendía hasta la sierra de Can Riera, en Granollers. Una parte de esta tierra todavía se conserva adentro del cercado de can  “Ivo”.
El llamado camino de Can Coll, iba de la iglesia hasta el cortijo del cual recibe al nombre. También se hacía extensivo para el camino que llegaba hasta el Molino de can Roure y el camino que llegaba al Molino de Bajo o can Xiol. Era un camino que aprovechaba la cama del torrente y por lo tanto al ser el suelo es demasiado blando, se hundían las patas de los caballos y los carros se quedaban encallados. Era un paso mucho llevar por personas y animales, así que la construcción de la carretera paralela al torrente supuso un importante impulso para la actividad del pueblo.
Justo a la entrada del actual aparcamiento, es decir la antigua era, donde se batía con los caballos propios de la casa, pasando los rodillos de madera que todavía se conservan, con claves para el trigo y la avena y otra para las habas; donde se abanicaba con tridentes de almez, más tarde con máquinas que venían desde Llinars;  crece un gran almez de más de 15 metros de altura, con un grande tronco vacío.
Esta casa, junto a Can Gurri y Can Nadal y cuatro masías más de Parets del Vallès, formaban parte de la Mina de los Siete Socios, que es una sociedad establecida el 4 de septiembre de 1805, para la construcción de la mina y los canales de riego, entre las siete casas de labrador, para conseguir el abasto de agua para los usos agrícolas y domésticos.

## Bosque
La propiedad de Can Coll llenaba una buena parte del término municipal y el bosque representaba una gran extensión de sus tierras. Llegaba hasta los límites de la propiedad, a la sierra de Can Riera, al termenal con Granollers.